# Реакція Барта
Реакція Барта (англ. Bart reaction) — перетворення солей діазонію в ариларсинові кислоти під дією лужних солей арсенітної кислоти в присутності важких металів як каталізаторів (Сu, Ni, Co, їх солей).
ArN2Cl + Na3AsO3 → ArAsO(ONa)2